# Diviziuni administrative ale Siriei
Siria este împărțită în 14 guvernorate sau muhafazat (singular: muhafazah). Guvernoratele sunt divizate în 65 de districte sau manatiq (sing. mintaqah), care la rândul lor sunt împărțite în subdistricte sau nawahi (sing. nahia). În nawahi se află satele, care sunt cele mai mici unități administrative.